# 奥诺里乌塞尔帕
奥诺里乌塞尔帕是巴西巴拉那州的一个市镇。总面积502.235平方公里，总人口6251人，人口密度12.4人/平方公里。